# Championnat de France de rugby à XIII 1992-1993
Navigation
Édition précédente Édition suivante
Le Championnat de France de rugby à XIII 1992-1993 oppose pour la saison 1992-1993 les meilleures équipes françaises de rugby à XIII. Elles sont douze équipes à prendre part à cette édition.

## Liste des équipes en compétition
Le Championnat compte douze clubs, à savoir Albi, Avignon, Carcassonne, Carpentras, Lézignan, XIII Catalan, Pia, Saint-Estève, Saint-Gaudens et Villeneuve-sur-Lot, accompagnés des arrivées de Limoux et Villefranche. Châtillon et Pamiers ne sont plus présents.

### Classement de la première phase
| Classement | Club               | Points |
| 1er        | Saint-Estève       | 56     |
| 2e         | Carcassonne        | 54     |
| 3e         | XIII Catalan       | 54     |
| 4e         | Pia                | 49     |
| 5e         | Saint-Gaudens      | 44     |
| 6e         | Villeneuve-sur-Lot | 44     |
| 7e         | Albi               | 44     |
| 8e         | Lézignan           | 42     |
| 9e         | Carpentras         | 39     |
| -          | Limoux             | 39     |
| 11e        | Avignon            | 35     |
| 12e        | Villefranche       | 50     |

|  | Qualifié pour la phase finale - deuxième phase de groupe |

### Phase finale
|  | Quarts de finale   | Quarts de finale   | Quarts de finale                          | Quarts de finale |              |              | Demi-finales                              | Demi-finales                              | Demi-finales                              | Demi-finales                              |  |  | Finale                 | Finale                 | Finale                 | Finale                 |
|  |                    |                    |                                           |                  |              |              |                                           |                                           |                                           |                                           |  |  |                        |                        |                        |                        |
|  |                    |                    |                                           |                  |              |              | 25 avril 1993 (aller)-2 mai 1993 (retour) | 25 avril 1993 (aller)-2 mai 1993 (retour) | 25 avril 1993 (aller)-2 mai 1993 (retour) | 25 avril 1993 (aller)-2 mai 1993 (retour) |  |  | 15 mai 1993 , Toulouse | 15 mai 1993 , Toulouse | 15 mai 1993 , Toulouse | 15 mai 1993 , Toulouse |
|  |                    |                    |                                           |                  |              |              | 25 avril 1993 (aller)-2 mai 1993 (retour) | 25 avril 1993 (aller)-2 mai 1993 (retour) | 25 avril 1993 (aller)-2 mai 1993 (retour) | 25 avril 1993 (aller)-2 mai 1993 (retour) |  |  | 15 mai 1993 , Toulouse | 15 mai 1993 , Toulouse | 15 mai 1993 , Toulouse | 15 mai 1993 , Toulouse |
|  |                    |                    |                                           |                  |              |              | 25 avril 1993 (aller)-2 mai 1993 (retour) | 25 avril 1993 (aller)-2 mai 1993 (retour) | 25 avril 1993 (aller)-2 mai 1993 (retour) | 25 avril 1993 (aller)-2 mai 1993 (retour) |  |  | 15 mai 1993 , Toulouse | 15 mai 1993 , Toulouse | 15 mai 1993 , Toulouse | 15 mai 1993 , Toulouse |
|  |                    |                    |                                           |                  |              |              | 25 avril 1993 (aller)-2 mai 1993 (retour) | 25 avril 1993 (aller)-2 mai 1993 (retour) | 25 avril 1993 (aller)-2 mai 1993 (retour) | 25 avril 1993 (aller)-2 mai 1993 (retour) |  |  | 15 mai 1993 , Toulouse | 15 mai 1993 , Toulouse | 15 mai 1993 , Toulouse | 15 mai 1993 , Toulouse |
|  | -                  | -                  | -                                         | -                |              |              | 25 avril 1993 (aller)-2 mai 1993 (retour) | 25 avril 1993 (aller)-2 mai 1993 (retour) | 25 avril 1993 (aller)-2 mai 1993 (retour) | 25 avril 1993 (aller)-2 mai 1993 (retour) |  |  | 15 mai 1993 , Toulouse | 15 mai 1993 , Toulouse | 15 mai 1993 , Toulouse | 15 mai 1993 , Toulouse |
|  | -                  | -                  | -                                         | -                | Saint-Estève | Saint-Estève | 10                                        | 16                                        |                                           |                                           |  |  | 15 mai 1993 , Toulouse | 15 mai 1993 , Toulouse | 15 mai 1993 , Toulouse | 15 mai 1993 , Toulouse |
|  | à Limoux           |                    |                                           |                  | Saint-Estève | Saint-Estève | 10                                        | 16                                        |                                           |                                           |  |  | 15 mai 1993 , Toulouse | 15 mai 1993 , Toulouse | 15 mai 1993 , Toulouse | 15 mai 1993 , Toulouse |
|  |                    |                    | Pia                                       | Pia              | 17           | 1            |                                           |                                           |                                           |                                           |  |  | 15 mai 1993 , Toulouse | 15 mai 1993 , Toulouse | 15 mai 1993 , Toulouse | 15 mai 1993 , Toulouse |
|  | Pia                | Pia                | Pia                                       | Pia              | 17           | 1            | 30                                        | 30                                        |                                           |                                           |  |  | 15 mai 1993 , Toulouse | 15 mai 1993 , Toulouse | 15 mai 1993 , Toulouse | 15 mai 1993 , Toulouse |
|  | Pia                | Pia                | 25 avril 1993 (aller)-2 mai 1993 (retour) |                  |              |              | 30                                        | 30                                        |                                           |                                           |  |  | 15 mai 1993 , Toulouse | 15 mai 1993 , Toulouse | 15 mai 1993 , Toulouse | 15 mai 1993 , Toulouse |
|  | Saint-Gaudens      | Saint-Gaudens      | 8                                         | 8                |              |              |                                           |                                           |                                           |                                           |  |  | 15 mai 1993 , Toulouse | 15 mai 1993 , Toulouse | 15 mai 1993 , Toulouse | 15 mai 1993 , Toulouse |
|  | Saint-Gaudens      | Saint-Gaudens      | 8                                         | 8                | Saint-Estève | Saint-Estève | 9                                         | 9                                         |                                           |                                           |  |  |                        |                        |                        |                        |
|  | à Toulouse         |                    |                                           |                  | Saint-Estève | Saint-Estève | 9                                         | 9                                         |                                           |                                           |  |  |                        |                        |                        |                        |
|  |                    |                    | XIII Catalan                              | XIII Catalan     | 8            | 8            |                                           |                                           |                                           |                                           |  |  |                        |                        |                        |                        |
|  | XIII Catalan       | XIII Catalan       | XIII Catalan                              | XIII Catalan     | 8            | 8            | 22                                        | 22                                        |                                           |                                           |  |  |                        |                        |                        |                        |
|  | XIII Catalan       | XIII Catalan       |                                           |                  |              |              |                                           |                                           |                                           |                                           |  |  |                        |                        |                        |                        |
|  | Villeneuve-sur-Lot | Villeneuve-sur-Lot | 12                                        | 12               |              |              |                                           |                                           |                                           |                                           |  |  |                        |                        |                        |                        |
|  | Villeneuve-sur-Lot | Villeneuve-sur-Lot | 12                                        | 12               | XIII Catalan | XIII Catalan | 18                                        | 17                                        |                                           |                                           |  |  |                        |                        |                        |                        |
|  |                    |                    |                                           |                  | XIII Catalan | XIII Catalan | 18                                        | 17                                        |                                           |                                           |  |  |                        |                        |                        |                        |
|  |                    |                    | Carcassonne                               | Carcassonne      | 2            | 6            |                                           |                                           |                                           |                                           |  |  |                        |                        |                        |                        |
|  |                    |                    |                                           |                  | 2            | 6            |                                           |                                           |                                           |                                           |  |  |                        |                        |                        |                        |
|  |                    |                    |                                           |                  |              |              |                                           |                                           |                                           |                                           |  |  |                        |                        |                        |                        |
|  | -                  | -                  | -                                         | -                |              |              |                                           |                                           |                                           |                                           |  |  |                        |                        |                        |                        |
|  | -                  | -                  | -                                         | -                |              |              |                                           |                                           |                                           |                                           |  |  |                        |                        |                        |                        |
|  |                    |                    |                                           |                  |              |              |                                           |                                           |                                           |                                           |  |  |                        |                        |                        |                        |

## Finale (15 mai 1993)
(mt : ? - ?)
Points marqués :
- Saint-Estève : ?
- XIII Catalan : ?

Homme du match : 
Évolution du score :
Arbitre : M. Aribaud
Spectateurs : 6 000
Composition des équipes :
- Saint-Estève : Tom Sutton - Jean-Marc Garcia, Pierre Chamorin, Louis Sutton, Frantz Martial - Roger Palisses (o, c), Bruno Castany (m) - Hadj Boudebza, Mathieu Khedimi, Abet Baklouch, Bernard Cartier, Franck Esponda, Mark Bourneville - Patrick Wozniack, Arnaud Cervello, Stéphane Chamorin, Ali Khadri - Entraîneur : Yves Castany
- XIII Catalan : Olivier Bise - Pascal Bomati, Adolphe Alésina, Michel Roses, Brian Coles - Klaus Perkovic (o), Vincent Banet (m), Pierre Montgaillard (c), Taï Pepere, Jean Ruiz, Bernard Llong, Didier Cabestany, Pascal Jampy - Francis Gomez, Abdrajah Baba, Stéphane Téna - Entraîneur : Ivan Grésèque

Le rugby à 13 marque des points cette année là.
Le vendredi 4 juin, d’après un arrêt définitif de la Cour de cassation (juridiction judiciaire suprême française de dernier ressort) : le jeu de rugby avec 13 joueurs pratiqué en France a définitivement le droit de reprendre son nom originel de 1934 : rugby à XIII et la fédération sportive le régissant a définitivement le droit de reprendre (à un mot près) son nom originel de 1934 : Fédération (ex-Ligue) française de rugby à XIII (voir 1993 en sport).
Le lendemain, la finale du championnat de France de rugby à XV va tourner au scandale, privant Jacques Fouroux, la manager grenoblois, alors en conflit avec le FFR du titre.
Il se tournera un an plus tard vers le rugby à 13.

## Effectifs des équipes présentes
| Saint-Estève       | Abet Baklouch Hadj Boudebza Mark Bourneville Bullen Bernard Cartier Bruno Castany (m) Arnaud Cervello Pierre Chamorin Stéphane Chamorin Dalavalle Franck Esponda Jean-Marc Garcia Ali Khadri Mathieu Khedimi Patrick Marginet Frantz Martial Roger Palisses (o) Solomon Louis Sutton Tom Sutton Jean-Luc Tène Tiburcio Patrick Wosniak Entraîneur : Yves Castany | XIII Catalan  | Adolphe Alésina Abdrajah Baba Vincent Banet Joël Bantoure(m) Olivier Bise Pascal Bomati Didier Cabestany Brian Coles Francis Gomez José Granero Bruno Guasch Pascal Jampy Bernard Llong Taeib Madani Pierre Montgaillard (c) Taï Pepere Klaus Perkovic (o) Michel Roses Jean Ruiz Stéphane Téna Bernard Tuffi Entraîneur : Ivan Grésèque |
| Carcassonne        | Éric Bonnet Frédéric Bourrel Bousquet Serge Bret Patrick Costes Sylvain Crismanovich Daniel Divet Brett Jones Laffont Patrick Limongi Jean-Paul Marquet Pascal Mons André Parpagiola Jules Parry Walter Sabatier Patrice Satgé Éric van Brussel Marc Tisseyre Yves Villoni Entraîneur : Jacques Jorda                                                            | Saint-Gaudens | Theo Anast Serge Brioux Ştefan Chirilă Arnaud Dulac Gilles Dumas Gaudens Kebdani Cédric Loubet Christophe Martinez Jean-Yvon Masse Stéphane Millet Claude Sirvent Yves Storer Jean-Marc Vincent Robert Viscay |
| Pia                | Carrère Cluo Jean-Luc Combettes Pascal Fages Karl Findlay Pierre Flovie Sébastien Flovie Richard Franck Karl Jaavuo Patton Rossel Joël Sautrice Yannick Sautrice Patrick Torreilles | Avignon       | Patrick Accroué Belin Thierry Buttignol Philippe Chiron Lucien Demacédo Duc Gérard Faure Mario Femia Grandjean Charles Guidicelli Nicolas Reyre Richard Rouqueirol Pascal Rouquier Vignassoules |
| Lézignan           | Frédéric Abadié David Amat Philippe Bourrel Diatlov Nicolas Fabry Jérôme Ferret Christophe Grandjean Georges Grandjean Koriabine Moussa Loukili Saint-Martin Philippe Sokolow Guy Sourès | Carpentras    | Didier Couston Falanga David Fraisse Jamel Louazani Frédéric Mas Jean-Marc Rocci Franck Romano Joël Roux Greg Sheridan Nordine Tamghart Yves Tisseyre |
| Lyon-Villeurbanne  | Fabien Béranger | Albi          | Christophe Bonnafous Didier Buttignol Cassé Éric Castel Cianamea David Collado Francis Gauci Sébastien Insa Lacroux Yannick Mantese Mullins Fabien Raynal Ricard Satgé Scieszka |
| Villeneuve-sur-Lot | Antoine Barbes J-P. Boulagnon Régis Brioux David Despin Djerbani Marc Fonfrège Régis Pastré Bertrand Planté Ryan Scarazini Daniel Verdès Éric Vergniol | Limoux        | Bernabé M. Bourrel Bubowski Delarose José Delgado P. Gonzales Pierre Jammes Nickiling Didier Palanques Marc Palanques J-C. Rodriguez Daniel Sokolow Frédéric Teixido |
| Villefranche       | Amans Alain Bouzer Davy Duiau Charles Frison Jean Frison Étienne Kierasinski Kiriakov Kramchenko René Marty Orchard André Pérez A. Reygasse Ch. Reygasse |               | |